# 서울 트레인
서울 트레인(Seoul Train)은 미국에서 제작된 리사 슬리스 감독의 2004년 다큐멘터리 영화이다.

## 제작진
- 공동제작: 짐 버터워스
- 공동제작: 리사 슬리스
- Ass-PD: Ronnie Eisen
- Ass-PD: 리처드 림